# Neue Stadt Wulfen
Die Neue Stadt Wulfen (Barkenberg) ist eine in den 1960er und 1970er Jahren geplante und teilweise gebaute Großwohnsiedlung in Wulfen, die heute ein Stadtteil von Dorsten ist.

## Planung

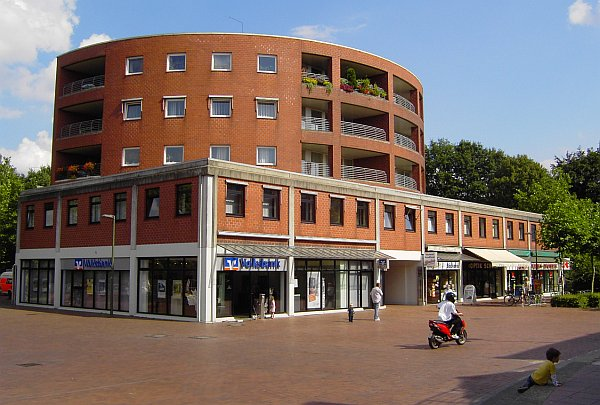
Rundbau von Kleihues am Wulfener Markt

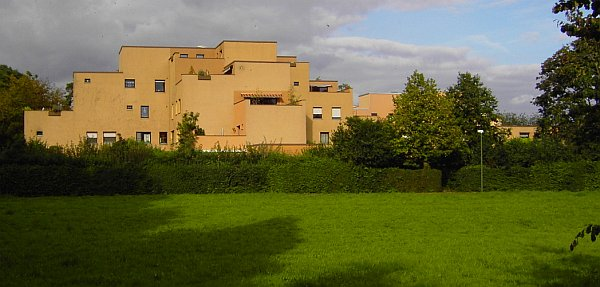
„Rote“ Finnstadt von Korhonen

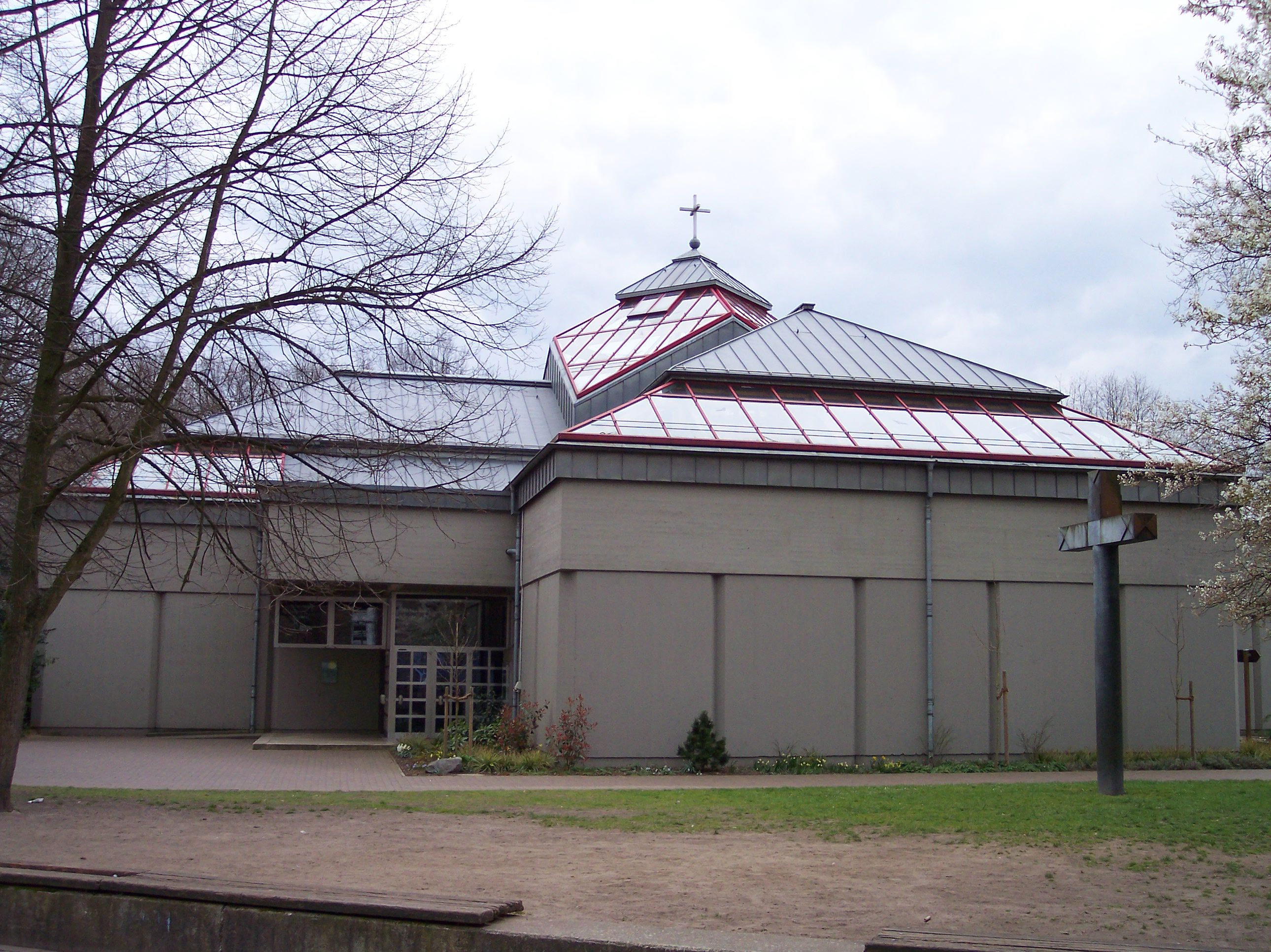
Katholische St.-Barbara-Kirche (Entwurf Josef Lackner)

Mit der Nordwanderung des Steinkohlebergbaus wurden ab 1958 die Schächte 1 und 2 der Zeche Wulfen geteuft. Um Wohnraum für die geplanten 8.000 Beschäftigten zu schaffen, wollte man nicht die Modelle der Zechenkolonien wiederholen, sondern neue Wege in der Stadtplanung beschreiten. So schlossen sich die Bergwerksgesellschaft Mathias Stinnes AG, der Kreis Recklinghausen, das Amt Hervest-Dorsten, der Siedlungsverband Ruhrkohlenbezirk sowie später eine Bank und die Gemeinden Wulfen und Lembeck zur Entwicklungsgesellschaft Wulfen zusammen und richteten 1961 einen Städtebauwettbewerb aus, der vom Berliner Prof. Fritz Eggeling gewonnen wurde. Die Detailplanung erfolgte mit seinen Mitarbeitern. Nach seinem frühen Tod wurde die Planungsgruppe dann Grosche-Börner-Stumpfl genannt.

## Umsetzung
In der Endausbaustufe sollten Wohnungen für bis zu 50.000 Menschen und die Infrastruktur einer Stadt (Rathaus, Krankenhaus, Kaufhaus, Busbahnhof etc.) unter Einbeziehung (Alt-)Wulfens errichtet werden. Da das Bergwerk nicht den vorausgesagten Erfolg brachte (nur max. 450 Arbeitsplätze), mussten die Pläne im Laufe der Zeit mehrmals reduziert werden.
Neben neuen Ansätzen wie Grünplanung und flächendeckend eingesetzter elektrischer Heizung fällt in der Neuen Stadt vor allem die Verkehrsführung auf: Der Verkehr ist überwiegend durch rechts vor links geregelt und die Straßenführung wabenförmig angelegt, so dass die Neue Stadt ohne Ampeln auskommt. Eine Vorfahrtstraße umkreist die Großsiedlung. Außerdem sind die Gehwege mit Unterführungen und Fußgängerbrücken miteinander vernetzt, so dass die meisten Straßen ohne Ampeln, Fußgängerinseln oder Zebrastreifen überquert werden können.
Die Metastadt, ein experimenteller Gebäudekomplex aus vorgefertigten Stahlbauteilen mit etwa 100 Wohneinheiten und 600 m² Gewerbeflächen, wurde aufgrund von Baumängeln 1987 nach nur zwölf Jahren Nutzung abgerissen. Ein weiterer gescheiterter Experimentalbau ist das Habiflex mit ursprünglich flexiblen Innenwänden. Der finnische Architekt Toivo Korhonen entwarf die Finnstadt. Die umstrittene Einkaufspassage stammt von Josef Paul Kleihues.
Nach der Kommunalisierung der Entwicklungsgesellschaft 1985 und nach dem Abriss der Metastadt 1987 verschwand Wulfen aus den Schlagzeilen. Welches Aufsehen das Projekt erregt hatte, zeigt der Umfang der Bibliographie (siehe Literatur).

## Die Neue Stadt Wulfen heute
Das Ziel der 50.000 Einwohner wurde schon um 1970 auf 30.000 reduziert, aktuell bevölkern rund 8.400 Menschen Barkenberg und 5.400 Alt-Wulfen. Wegen großer Leerstände wurde 2007 mit dem Abriss eines Teils der Baugruppe Marschall, dem Rückbau einiger höherer Häuser auf vier Stockwerke sowie Modernisierungen begonnen (Programm Stadtumbau West).
Die seit 2015 leerstehende Ladenpassage wurde von einer städtischen Gesellschaft erworben und der Gebäudekomplex ist 2023 abgerissen worden. Für die Neubebauung mit auf ein Drittel reduziertem Bauvolumen fand ein Architektenwettbewerb statt, aus dem ein lokales Büro siegreich hervorging.
Der Begriff Neue Stadt Wulfen wird seit 1985 (Kommunalisierung der Entwicklungsgesellschaft) nur noch selten verwendet, häufiger wird der mit § 9 Ruhrgebiet-Gesetz am 1. Januar 1975 nach Dorsten umgegliederte Ortsteil Wulfen-Barkenberg oder lediglich Barkenberg genannt. Offiziell gibt es nur einen Stadtteil Wulfen, der Alt-Wulfen und Barkenberg umfasst.

## Verkehr
Die Buslinien SB 26, 206, 207, 298 und NE 8 der Vestische Straßenbahnen bedienen den Stadtteil. Haupthaltestellen sind Wulfener Markt und Handwerkshof.
| Linie | Verlauf | Takt (Mo–Fr) |
| ----- | --- | ------------ |
| SB26  | Dorsten ZOB – Frühförderstelle – Hervest Gewerbegebiet Wenge West – Alt-Wulfen – Barkenberg – Brassert – Marl Mitte                                                                         | 30 min       |
| TB206 | Taxibus: Dorsten-Wulfener Markt – Gesamtschule Barkenberg – Alt-Wulfen – Deuten Mitte – Birkenallee                                                                                         | 60 min       |
| TB207 | Taxibus: Dorsten-Hervest Dorfstr. – Wulfen Spessartstr. – Alt-Wulfen – Gesamtschule Barkenberg                                                                                              | 60 min       |
| 298   | Waldfriedhof Barkenberg – Dorsten-Barkenberg Handwerkshof – Lippramsdorf – Haltern am See Kärntner Platz – Haltern am See Bf                                                                | 60 min       |
| NE8   | Dorsten ZOB – Paul-Spiegel-Berufskolleg – Hervest – Alt-Wulfen – Wulfener Markt – Handwerkshof NachtExpress: In den Nächten von Freitag auf Samstag, Samstag auf Sonntag und vor Feiertagen | zwei Fahrten |